# Zapardiel de la Cañada
Zapardiel de la Cañada è un comune spagnolo di 171 abitanti situato nella comunità autonoma di Castiglia e León.